# Ceratoconcha costata
Ceratoconcha costata is een zeepokkensoort uit de familie van de Pyrgomatidae. De wetenschappelijke naam van de soort is voor het eerst geldig gepubliceerd in 1876 door Sequenza.